# Alessandro Raffaele Torlonia
Alessandro Raffaele Torlonia, né le 1er janvier 1800 à Rome et mort le 7 février 1886 dans la même ville de Rome, est un banquier italien. Il appartient à la famille Torlonia. Il est duc de Ceri et prince de Fucino.

## Biographie
Le prince Alessandro Raffaele Torlonia est l'un des trois fils de Giovanni Torlonia (1754-1829) et d' Anna Maria Schultheiss (1760-1840).
En 1829, Alessandro Torlonia hérite de la fortune de son père, provenant de l'activité bancaire. Il amplifie celle-ci en acquérant le monopole du commerce du sel et du tabac dans les régions de Rome et de Naples.
En 1831, le pape Grégoire XVI. fut élu. Très vite, des rumeurs circulèrent selon lesquelles Rome allait demander un prêt à la famille Rothschild. Alessandro Torlonia, représentant du Saint-Siège, mena des négociations directes avec James de Rothschild et conclut un accord qui fut signé le 30 novembre 1831. C'est ainsi qu'en 1832, l'accord des Rothschild accordant un prêt de 400 000 livres (équivalent à 4,7 millions de livres en 2023) au Saint-Siège entra en vigueur.
Il se marie en 1840 avec la princesse Donna Teresa Colonna-Doria (1823-1875), de la famille romaine Colonna. Ils eurent deux enfants, Anna Maria (1855-1901), qui en 1872 épouse Giulio Borghese, et Giovanna Giacinta Carolina.
Il est principalement connu pour avoir financé l'assèchement du lac Fucin. Cette action a permis d'assainir la région mais également d'exploiter les riches sols du lit du lac. C'est pour ces travaux que Victor Emmanuel II a honoré Alessandro d'une médaille d'or et du titre de prince de Fucino.
Alessandre Torlonia achève la construction de la villa Torlonia, construite à partir de 1806 par son père. Il aménage les jardins dans la partie sud, construit dans la zone de la Capanna Svizzera la Casina delle Civette (1840) sur les plans de Giuseppe Jappelli et fait édifier, en 1842, deux obélisques (un égyptien et un moderne) en l'honneur de ses parents.
Alessandro Torlonia est aussi connu pour ses collections archéologiques, provenant tant des fouilles effectuées sur ses terres que de l'acquisition de collections.
En 1866, il offre le très bel autel Torlonia à la cathédrale Notre-Dame de Boulogne.

## Galerie

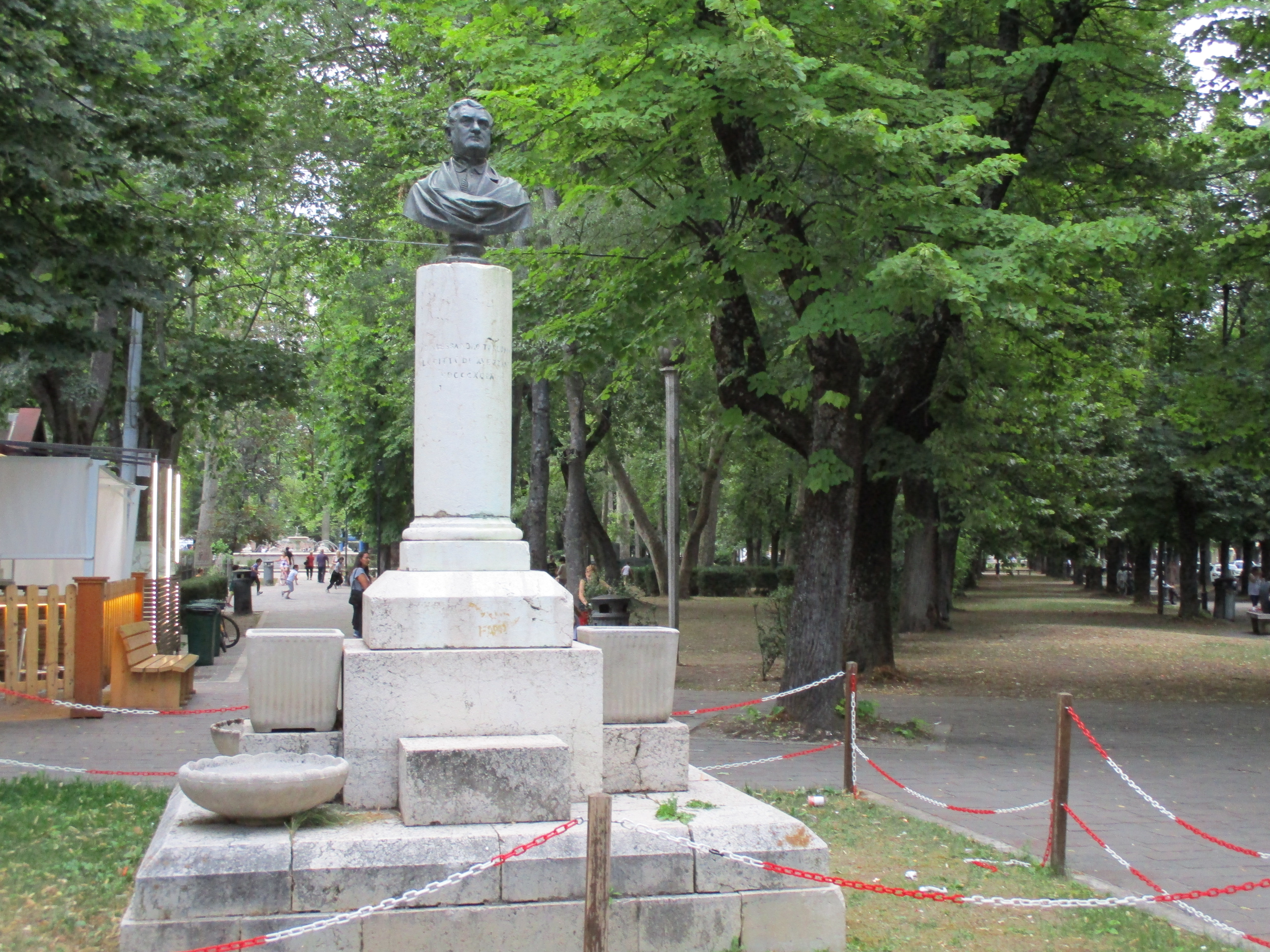
Buste d'Alessandro Raffaele Torlonia à Avezzano.
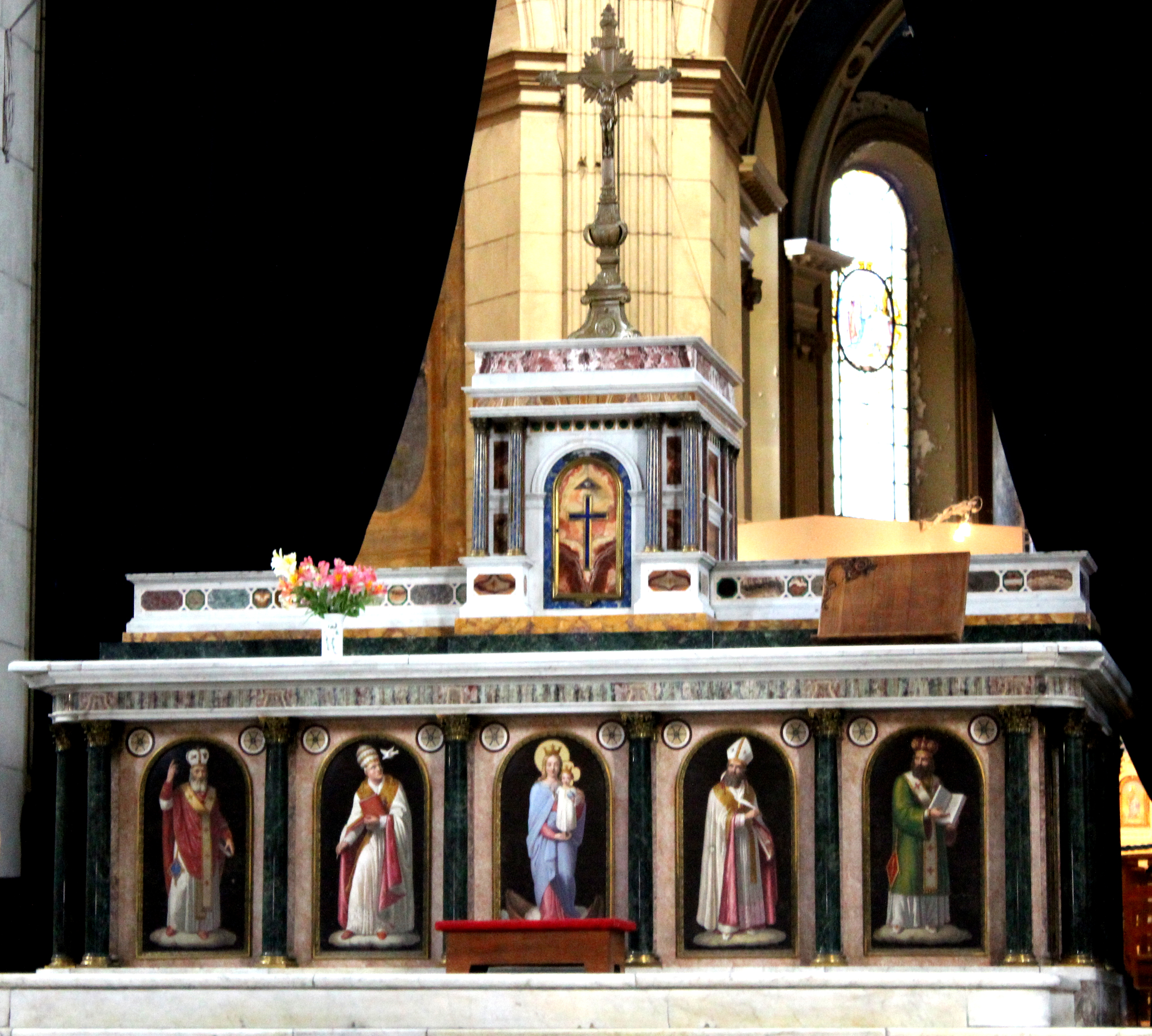
Autel Torlonia dans la cathédrale basilique Notre-Dame de Boulogne à Boulogne sur Mer en France.